# Berry Linux
Berry Linuxは、Fedoraを母体にしたLinuxディストリビューションの1つ。Fedoraが公式のLive CDをリリースする2006年12月以前からLive CDを提供していたことで知られる。派生品として、「Berry Linux Mini」というソフトウェアも発表されている。

## 概要
Berry Linux は Live CD、USB、ハードディスクから起動できる Linux OS である。NTFS によるファイル処理が特徴で、AIGLX により 3D デスクトップ効果を実現している。またブートスプラッシュを利用しているため起動画面が美しい。
ALSA、ACPI が装備されており、各種ハードウェアを自動検知し、グラフィックカード、サウンドカード、SCSI、USBデバイスなど多くの周辺機器をサポートする。DHCP によりネットワーク接続が自動設定される。
デスクトップ環境は LXDE。日本語変換システムに Whiz を採用しており、オフィスソフトとして WPS Office が、画像処理ソフトとして GIMP が用意されている。ウェブブラウザは Firefox。
メディアプレーヤーは MPlayer が搭載され、DVD および DivX コーデックがデフォルトで用意されている。

## 更新履歴
| リリース年月日 | バージョン | 備考                 |
| -------------- | ---------- | -------------------- |
| 2003年11月11日 | 0.29       | Fedora Core 1 ベース |
| 2004年7月21日  | 0.43       | Fedora Core 2 ベース |
| 2004年12月15日 | 0.51       | Fedora Core 3 ベース |
| 2005年7月21日  | 0.60       | Fedora Core 4 ベース |
| 2006年4月18日  | 0.69       | Fedora Core 5 ベース |
| 2006年11月20日 | 0.76       | Fedora Core 6 ベース |
| 2007年7月10日  | 0.87       | Fedora 7 ベース      |
| 2008年2月24日  | 0.88       | Fedora 8 ベース      |
| 2008年5月17日  | 0.91       | Fedora 9 ベース      |
| 2008年12月7日  | 0.94       | Fedora 10 ベース     |
| 2009年9月21日  | 0.98       | Fedora 11 ベース     |
| 2010年3月15日  | 1.01       | Fedora 12 ベース     |
| 2010年8月31日  | 1.04       | Fedora 13 ベース     |
| 2010年12月25日 | 1.06       | Fedora 14 ベース     |
| 2011年8月10日  | 1.11       | Fedora 15 ベース     |
| 2012年2月6日   | 1.13       | Fedora 16 ベース     |
| 2012年6月22日  | 1.15       | Fedora 17 ベース     |
| 2014年6月23日  | 1.18       | Fedora 20 ベース     |
| 2015年1月8日   | 1.19       | Fedora 21 ベース     |
| 2015年5月29日  | 1.20       | Fedora 22 ベース     |
| 2015年11月20日 | 1.21       | Fedora 23 ベース     |
| 2016年8月5日   | 1.23       | Fedora 24 ベース     |
| 2017年1月7日   | 1.24       | Fedora 25 ベース     |
| 2017年11月24日 | 1.26       | Fedora 27 ベース     |
| 2018年6月13日  | 1.28       | Fedora 28 ベース     |
| 2019年3月13日  | 1.30       | Fedora 29 ベース     |
| 2019年6月8日   | 1.31       | Fedora 30 ベース     |
| 2020年3月17日  | 1.32       | Fedora 31 ベース     |
| 2021年7月7日   | 1.35       | Fedora 34 ベース     |
| 2022年2月2日   | 1.36       | Fedora 35 ベース     |
| 2022年12月14日 | 1.37       | Fedora 37 ベース     |
| 2023年11月24日 | 1.38       | Fedora 39 ベース     |
| 2024年6月3日   | 1.39       | Fedora 40 ベース     |
| 2025年1月3日   | 1.40       | Fedora 41 ベース     |

## トリビア
ディストリビューションの作成者は有名な猫好き。